# Conclave de 1585
O Conclave de 1585 foi a reunião de eleição papal realizada após a morte do Papa Gregório XIII. Durou de 21 a 24 de abril de 1585.

## Votação
Quarenta e dois dos sessenta cardeais entraram no conclave. O conclave começou no Vaticano em 21 de abril, Domingo de Páscoa. Na cerimônia de abertura, dos sessenta cardeais vivos trinta e nove estavam presentes. Três chegaram mais tarde, a tempo de votar: André de Áustria, Ludovico Madruzzo de Trento e Guido Luca Ferraro de Vercelli. Duas facções se formaram. A primeira foi liderada pelo cardeal Ferdinando de' Médici e o segundo por Luigi d'Este (neto do rei Luís XII da França). Eles estavam dispostos a se combinar para fazer o papa, mas dependia esse acordo de se chegar a um nome de consenso.
A primeira votação parecia favorecer os cardeais Pier Donato Cesi e Guglielmo Sirleto, mas na manhã seguinte, eles tinham sido abandonados. Querendo evitar a influência potencial de cardeais que ainda não tinha chegado, Médici, em seguida, propôs dois nomes para d'Este: os Cardeais Albani e Montalto, e convidou-o a escolher. D'Este impôs condições, no entanto, o acordo projetado, quando a notícia saiu, causou muita indignação. Através de uma série de informações errôneas e estratagemas, Médici convenceu aos cardeais que Montalto não era o seu candidato.
O cardeal Ludovico Madruzzo, que era o líder designado da facção espanhola, chegou a Roma e teve conversas com os embaixadores de Espanha e do Sacro Império, antes que entrar no conclave. Encontro-se imediatamente com d 'Este, soube que d' Este não gostava de seu próprio favorito, cardeal Sirleto. Considerando que um papa completamente pró-espanhol seria tão intragável como um completamente pró-francês, ele declarou-se, portanto, para d'Este ser contra o cardeal Albani, e, portanto, em favor de Montalto. Altemps, Médici e Gesualdo, em seguida, pressionaram Madruzzo e ele foi conquistado. Como líder do interesse espanhol, ele trouxe a sua própria influência para carregar André da Áustria, Colonna, Deza (Seza), Gonzaga, Sfondrati e Spínola. Com todos esses adeptos, Médici e d'Este ainda necessitavam de quatro votos. Estes só poderia ser obtido no grupo de cardeais criados por Gregório XIII, organizado por Alessandro Farnese, o Decano do Colégio Cardinalício. Durante aquela noite, o Cardeal Ferrero chegou.
Em 24 de abril, Médici explicou para Montalto tudo o que tinha sido feito, e aconselhou-o sob a forma de como conduzir a reunião. D'Este reuniu-se com Farnese, que acreditava que Montalto não teria votos, e conseguiu enganá-lo. Durante uma reunião na Capela Paulina, d'Este recrutou a Vastavillani, Cardeal Camerlengo, Giovanni Battista Castagna, o Cardeal de San Marcello, e Francesco Sforza. Quando finalmente os cardeais estavam reunidos na Capela Sistina, d'Este declarou que não era necessário proceder a uma votação, já que era óbvio que o novo papa estava ali. Sem oposição dos cardeais passou a fazer uma homenagem ("Adoração") para Montalto embora, logo depois, a votação fosse realizada para pedir a cada cardeal para lançar seu voto em voz alta. A votação foi unânime. O cardeal François de Joyeuse chegou a Roma tarde demais para participar do Conclave.
Eleito Montalto, este escolheu o nome de Papa Sisto V.

## Cardeais votantes
| Consistóro                    | 1585 |
| ----------------------------- | ---- |
| Dezembro 1534                 | 1    |
| Dezembro 1536                 | 1    |
| Dezembro 1539                 | 1    |
| Dezembro 1544                 | 1    |
| Janeiro 1548                  | 1    |
| Consistórios de Paulo III     | 5    |
| Dezembro 1553                 | 1    |
| Consistórios de Júlio III     | 1    |
| Janeiro 1560                  | 1    |
| Fevereiro 1561                | 7    |
| Dezembro 1563                 | 1    |
| Março 1565                    | 6    |
| Consistórios de Pio IV        | 15   |
| Março 1566                    | 1    |
| Março 1568                    | 1    |
| Maio 1570                     | 7    |
| Consistórios de Pio V         | 9    |
| Junho 1572                    | 1    |
| Julho 1574                    | 1    |
| Novembro 1576                 | 1    |
| Março 1577                    | 1    |
| Fevereiro 1578                | 5    |
| Dezembro 1578                 | 1    |
| Dezembro 1583                 | 19   |
| Julho 1584                    | 1    |
| Consistórios de Gregório XIII | 30   |
| Total                         | 60   |

| Criado por                 | Cardeais | Por Cento |
| -------------------------- | -------- | --------- |
| Papa Paulo III (PIII)      | 05       | 8,33 %    |
| Papa Júlio III (JIII)      | 01       | 1,67 %    |
| Papa Pio IV (PIV)          | 015      | 25 %      |
| Papa Pio V (PV)            | 09       | 15 %      |
| Papa Gregório XIII (GXIII) | 030      | 50 %      |
| Total                      | 60       | 100 %     |

### Cardeais Bispos
| Nº | Nome                        | Consistório    | Papa |
| -- | --------------------------- | -------------- | ---- |
| 1  | Alessandro Farnese          | Dezembro 1534  | PIII |
| 2  | Giacomo Savelli             | Dezembro 1539  | PIII |
| 3  | Giovanni Antonio Serbelloni | Janeiro 1560   | PIV  |
| 4  | Alfonso Gesualdo            | Fevereiro 1561 | PIV  |
| 5  | Gianfrancesco Gambara       | Fevereiro 1561 | PIV  |

### Cardeais Presbíteros
| Nº | Nome                                      | Consistório    | Papa  |
| -- | ----------------------------------------- | -------------- | ----- |
| 6  | Girolamo Simoncelli                       | Dezembro 1553  | JIII  |
| 7  | Markus Sitticus von Hohenems              | Fevereiro 1561 | PIV   |
| 8  | Ludovico Madruzzo                         | Fevereiro 1561 | PIV   |
| 9  | Innico d'Avalos d'Aragona, O.S.H.         | Fevereiro 1561 | PIV   |
| 10 | Marco Antônio Colonna                     | Março 1565     | PIV   |
| 11 | Tolomeo Gallio                            | Março 1565     | PIV   |
| 12 | Prospero Pubblicola Santacroce            | Março 1565     | PIV   |
| 13 | Guglielmo Sirleto                         | Março 1565     | PIV   |
| 14 | Gabriele Paleotti                         | Março 1565     | PIV   |
| 15 | Michele Bonelli, O.P.                     | Março 1566     | PV    |
| 16 | Antonio Carafa                            | Março 1568     | PV    |
| 17 | Giulio Antonio Santori                    | Maio 1570      | PV    |
| 18 | Pierdonato Cesi                           | Maio 1570      | PV    |
| 19 | Charles d'Angennes de Rambouillet         | Maio 1570      | PV    |
| 20 | Felice Peretti Montalto, O.F.M.Conv.      | Maio 1570      | PV    |
| 21 | Girolamo Rusticucci                       | Maio 1570      | PV    |
| 22 | Nicolas de Pellevé                        | Maio 1570      | PV    |
| 23 | Gian Girolamo Albani                      | Maio 1570      | PV    |
| 24 | Filippo Boncompagni                       | Junho 1572     | GXIII |
| 25 | André da Áustria                          | Novembro 1576  | GXIII |
| 26 | Alessandro Riario                         | Fevereiro 1578 | GXIII |
| 27 | Pedro De Deza                             | Fevereiro 1578 | GXIII |
| 28 | Giovanni Vincenzo Gonzaga, O.S.Io.Hieros. | Fevereiro 1578 | GXIII |
| 29 | Giovanni Antonio Facchinetti              | Dezembro 1583  | GXIII |
| 30 | Giovanni Battista Castagna                | Dezembro 1583  | GXIII |
| 31 | Alexandre Otaviano de Médici              | Dezembro 1583  | GXIII |
| 32 | Giulio Canani                             | Dezembro 1583  | GXIII |
| 33 | Niccolò Sfondrati                         | Dezembro 1583  | GXIII |
| 34 | Filippo Spinola                           | Dezembro 1583  | GXIII |
| 35 | Matthieu Cointerel                        | Dezembro 1583  | GXIII |
| 36 | Scipione Lancelotti                       | Dezembro 1583  | GXIII |

### Cardeais Diáconos
| Nº | Nome                  | Consistório    | Papa  |
| -- | --------------------- | -------------- | ----- |
| 37 | Luigi d'Este          | Fevereiro 1561 | PIV   |
| 38 | Ferdinando de' Medici | Dezembro 1563  | PIV   |
| 39 | Guido Luca Ferraro    | Março 1565     | PIV   |
| 40 | Filippo Guastavillani | Julho 1574     | GXIII |
| 41 | Anton Maria Salviati  | Dezembro 1583  | GXIII |
| 42 | Francesco Sforza      | Dezembro 1583  | GXIII |

### Cardeais ausentes

#### Cardeais Presbíteros
| Nº | Nome                          | Consistório    | Papa  |
| -- | ----------------------------- | -------------- | ----- |
| 43 | Niccolò Caetani               | Dezembro 1536  | PIII  |
| 44 | Georges d'Armagnac            | Dezembro 1544  | PIII  |
| 45 | Carlos I de Bourbon           | Janeiro 1548   | PIII  |
| 46 | Antoine Perrenot de Granvelle | Fevereiro 1561 | PIV   |
| 47 | Luís II de Guise              | Fevereiro 1578 | GXIII |
| 48 | Gaspar de Quiroga y Vela      | Dezembro 1578  | GXIII |
| 49 | Rodrigo de Castro Osorio      | Dezembro 1583  | GXIII |
| 50 | François de Joyeuse           | Dezembro 1583  | GXIII |
| 51 | Michele Della Torre           | Dezembro 1583  | GXIII |
| 52 | Agostino Valier               | Dezembro 1583  | GXIII |
| 53 | Vincenzo Lauro                | Dezembro 1583  | GXIII |
| 54 | Alberto Bolognetti            | Dezembro 1583  | GXIII |
| 55 | Jerzy Radziwiłł               | Dezembro 1583  | GXIII |

#### Cardeal Diácono

Brasão papal de Sua Santidade o papa Sisto V

| Nº | Nome                           | Consistório    | Papa  |
| -- | ------------------------------ | -------------- | ----- |
| 56 | Albrecht VII Habsburg          | Março 1577     | GXIII |
| 57 | Charles de Lorena de Vaudémont | Fevereiro 1578 | GXIII |
| 58 | Simeone Tagliavia d'Aragonia   | Dezembro 1583  | GXIII |
| 59 | Charles II de Bourbon-Vendôme  | Dezembro 1583  | GXIII |
| 60 | Andrew Báthory                 | Julho 1584     | GXIII |